# Psellocoptus flavostriatus
Psellocoptus flavostriatus là một loài nhện trong họ Corinnidae.
Loài này thuộc chi Psellocoptus. Psellocoptus flavostriatus được Eugène Simon miêu tả năm 1896.